# Сольё
Сольё (фр. Saulieu) — коммуна во Франции, находится в регионе Бургундия. Департамент коммуны — Кот-д’Ор. Входит в состав кантона Сольё. Округ коммуны — Монбар.
Код INSEE коммуны — 21584.

## Население
Население коммуны на 2010 год составляло 2564 человека.
| 1962 | 1968 | 1975 | 1982 | 1990 | 1999 | 2010 |
| ---- | ---- | ---- | ---- | ---- | ---- | ---- |
| 3269 | 3303 | 2946 | 3084 | 2917 | 2835 | 2564 |

## Экономика
В 2010 году среди 1465 человек трудоспособного возраста (15—64 лет) 1071 были экономически активными, 394 — неактивными (показатель активности — 73,1 %, в 1999 году было 71,6 %). Из 1071 активных жителей работали 954 человека (520 мужчин и 434 женщины), безработных было 117 (44 мужчины и 73 женщины). Среди 394 неактивных 137 человек были учениками или студентами, 143 — пенсионерами, 114 были неактивными по другим причинам.

## Города-побратимы
- Филиппвиль, Бельгия (1961)
- Гау-Альгесхайм, Германия (1964)
- Каприно-Веронезе, Италия (2003)